# ユリノキ属
ユリノキ属（ユリノキぞく、学名: Liriodendron）は、被子植物のモクレン科に分類される属の1つである。北米東部に分布するユリノキ（L. tulipifera）と、中国からベトナムに分布するシナユリノキ（L. chinense）の2種が知られる。落葉高木であり、葉は数カ所浅裂して特徴的な形をしている（図1）。花は黄緑色、上向きに咲く（図1）。世界各地で植栽されている。
学名の Liriodendron は、ギリシア語の lirion（ユリ）と dendron（木）に由来する。和名のユリノキ（百合の木）もこれと同様である。

## 特徴
落葉性の高木であり、樹皮は灰白色で縦に裂ける（下図2a, b）。髄には隔膜がある。冬芽は合着した2個の托葉で覆われており、托葉は葉柄と合着していない。
葉は互生で螺生し、枝先にまとまってつくことはない。葉柄は長い。葉身は数カ所浅裂し特徴的な形をしている（上図2c）。
花は枝先に単生、放射相称の両性花であり、雌性先熟（雌しべが先に成熟し、その後で雄しべが成熟する）。花の匂いは強くないが、テルペノイド（ユリノキではリモネン、シナユリノキではα-ファルネセン）を主成分とする。花被片はふつう9枚、3枚ずつ3輪につき、最外輪の3枚は緑色、萼片状で反曲し、内側の花被片は黄緑色でオレンジ色を帯び花弁状、立ち上がって碗状になる（下図3a, b）。雄しべは多数、葯は外向、花糸は葯の1/3–1/2長（下図3a）。雌しべは多数が離生、花軸にらせん状につき、最外のものは不稔（下図3a）。胚珠は各心皮に2個。
果実は非裂開性の翼果、多数集まって紡錘状の集合果となり、各果実が脱落して散布される（上図3c）。各果実に種子は1–2個、種皮は内果皮に合着している。基本染色体数は x = 19 であり、ふつう 2n = 38。

## 分布
北米東部、および中国からベトナムに隔離分布する。
日本でも中新世からホンシュウユリノキ（Liriodendron honshuensis Endo）の化石が見つかっており、古くはユリノキ属植物が分布していた。

## 分類
ユリノキ属には、（現生種としては）下記の2種が認識されている。
ユリノキ属の分類体系
- ユリノキ属　Liriodendron L., 1753
  - シナユリノキ Liriodendron chinense (Hemsl.) Sarg., 1903
中国からベトナムに分布する。
  - ユリノキ Liriodendron tulipifera L., 1753
北米東部に分布する。